# 华西花楸
华西花楸（学名：Sorbus wilsoniana）是蔷薇科花楸属的植物，是中国的特有植物。分布于中国大陆的贵州、四川、云南、湖北、广西、湖南等地，生长于海拔1,300米至2,500米的地区，多生于山地杂木林中，目前尚未由人工引种栽培。

## 别名
威氏花楸（经济植物手册）